# 毛穴粉蝨
毛穴粉蝨（学名：Aleurolobus setigerus）为粉蝨科穴粉蝨屬下的一个种。